# هوائيات

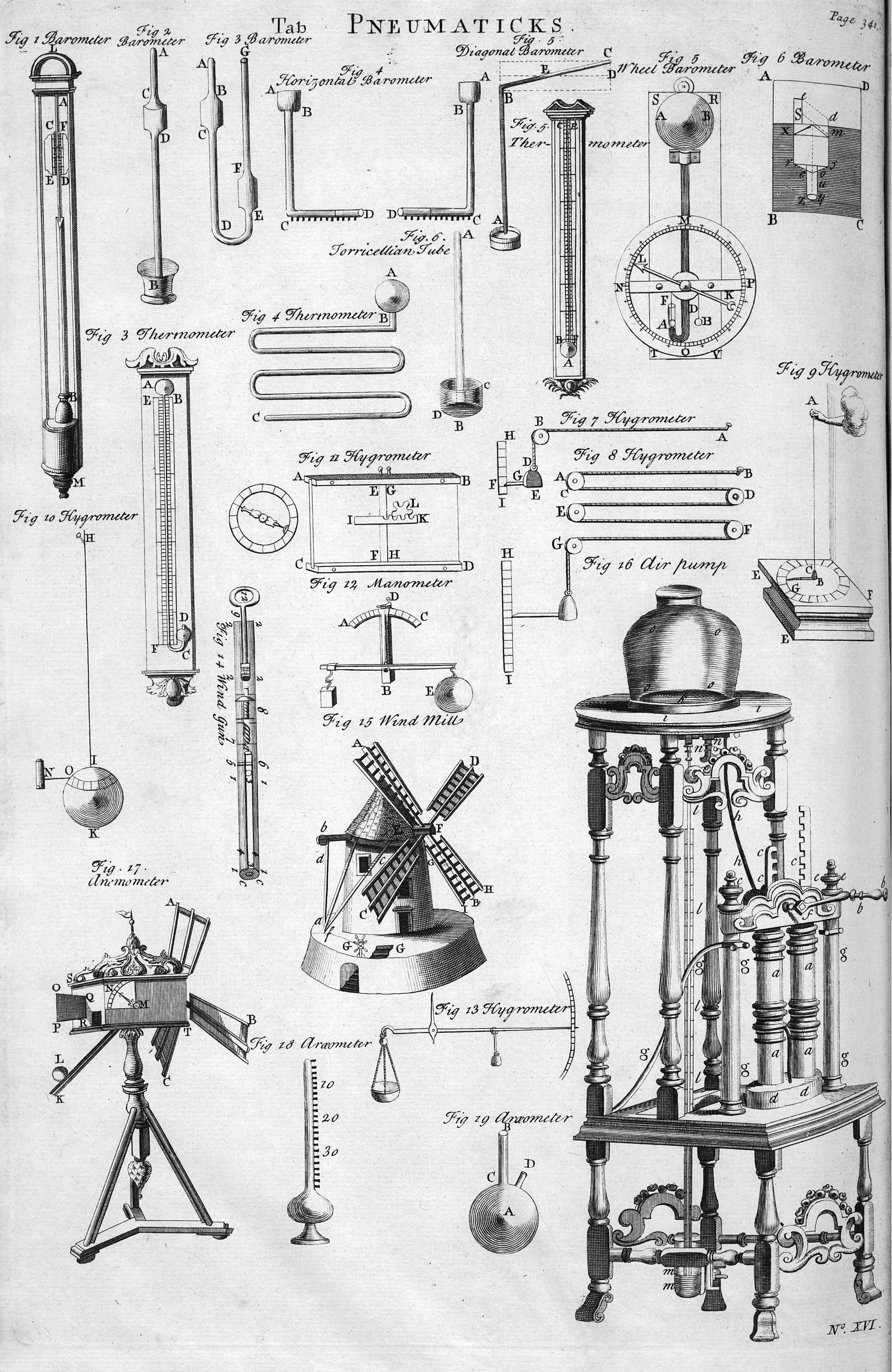
أدوات تعمل بضغط الهواء، من عام 1728

دارة هوائية

الهوائيات أو علم الهواء المضغوط أو علم خواص الغازات أو النفحيات أو علم خصائص الغازات الميكانيكية (باللاتينية: Pneumatica) وتنقحر إلى النوماتيكا هو دراسة استخدام قوة الغازات المنضغطة للتأثير على الحركات الميكانيكية، وتستخدم هذه القوى قي المصانع حيث تكون الآلات تستقى حركتها بالهواء المضغوط أو باستخدام غازات أخرى. وتُستخدم هذه القوى قي التعدين والإنشاءات والعديد من المجالات الأخرى. كما تعمل بعض مهدئات الرجرجة في السيارات بأجهزة ضغط هوائية .

## التاريخ
سمي في التراث علم الحيل الروحانية.

## الغازات المستخدمة
معظم هذه الأنظمة تستخدم الهواء لانه يمكن الحصول عليه بسهولة من ضغط الهواء الجوى واستخدامه في العملية الصناعية. يتم اولا تنقيته من الرطوبة التي يحتوى على نسبة منها وإضافة القليل من الزيت قبل ادخاله على الضاغط للتشحيم منعا لحدوث تآكل للاجزاء الميكانيكية.

### مميزات الأنظمة المضغوطة
- الاعتمادية
  - يمكن لهذه الأنظمة العمل مدد طويلة بدون الحاجة لصيانة.
- الامان
  - فرصة الاشتعال نادرة بالمقارنة بالأنظمة الهيدروليكية.